# Space Rider
O Space RIDER (Space Reusable Integrated Demonstrator for Europe Return) é um avião espacial orbital não tripulado planejado com o objetivo de fornecer à Agência Espacial Europeia (ESA) um meio acessível e rotineiro ao espaço. Está planejado para fazer o seu primeiro voo em 2022.
O desenvolvimento do Space RIDER está sendo liderado pelo programa italiano PRIDE, em colaboração com a ESA, e é a continuação da experiência com o Intermediate eXperimental Vehicle (IXV), lançada em 11 de fevereiro de 2015. O custo dessa fase, não incluindo o lançador, é de pelo menos 36,7 milhões de dólares.